# Need for Speed: Nitro
Need for Speed: Nitro è un episodio della serie di Need for Speed, pubblicato da Electronic Arts per le piattaforme Wii e Nintendo DS nel 2009. È stato annunciato a gennaio dello stesso anno come parte di un trio di giochi che include anche Need for Speed: Shift e Need for Speed: World. Il gioco è sviluppato da EA Montreal quali hanno già esperienza con i titoli Nintendo, anche se la versione DS è stata sviluppata separatamente da Firebrand Games Studio Florida.. Come i titoli precedenti della serie Need for Speed, Nitro dispone di un ampio catalogo di veicoli personalizzabili. Il marketing manager di EA Keith Munro afferma che Nitro è diverso da qualsiasi altro gioco della serie di Need for Speed finora uscito. Il gioco sarà caratterizzato da icone in gara che hanno effetti diversi. Alcuni di questi includono riparazioni auto o di aumentare il livello di calore nelle auto avversarie.
Nel 2010 è uscito Need for Speed: Nitro-X per Nintendo DSi scaricabile da DSiWare è Compatibile con il Nintendo 3DS scaricandolo dall'eShop.

## Modalità di gioco
Il gioco è in stile arcade. È dotato di poliziotti che tentano di procurare danni e rallentare il veicolo del giocatore. Le gare hanno fino a 12 piloti, e presentano diverse modalità, come ad esempio sprint, circuiti, ed eliminazione diretta.
Quando si è in testa in una gara, gli edifici sono dipinti dello stesso colore della vernice della vostra auto per far capire agli avversari chi è al comando. Il trailer è stato pubblicato sul sito web di Need for Speed raffigurava quattro veicoli che in realtà sono sproporzionati rispetto ai veicoli esistenti. Le macchine erano un Dodge Charger, una Nissan Skyline GT-R, una Audi R8, e una Lamborghini Reventón. Sul trailer era possibile anche visualizzare gli edifici che mutavano colore. La polizia usa come macchina una Shelby GT500. Le cinque città in gioco sono Rio de Janeiro, Cairo, Madrid, Singapore, Dubai e San Diego. Automobili, tra cui la Nissan 370Z, Shelby GT500, Porsche Cayman, Lamborghini Gallardo, Chevrolet Corvette, Dodge Charger e la Ford GT, sono state osservate in schermate di gioco.
Ci sono 30 vetture classiche e moderne (33 su Nintendo DS). Non ci sono più furgoni, exotics, sintonizzatori e muscle cars nel gioco.

## Recensioni
IGN ha elogiato il gioco per il suo innovativo sistema di personalizzazione dell'auto, ma il controllo sembrava "meccanico", gli è stato dato un 8 su 10.